# 流动性偏好
流动性偏好理论（也被称为货币需求）：经济学概念。由于货币具有使用上的灵活性，人们宁肯以牺牲利息收入而储存不生息的货币来保持财富的心理倾向。
是凯恩斯三大心理规律之一。
流动性偏好理论用于解释人们对货币的需求，根据该理论，货币需求由交易需求、预防性需求和投机性需求构成。
預期理論-流動性理論
到期時間愈長，投資風險通常愈高，而投資人卻不喜歡承擔風險，故若長、短期債券的報酬完全相同，投資人必然會選擇短期債券投資；
因此，若投資人投資長期債券勢必要給予相當的補償，稱為流動性風險溢酬。到期時間愈長，流動性風險溢酬愈高。所以長期殖利率不只是短期殖利率的預期值，尚包含流動性風險溢酬在內。
即 長期殖利率=短期殖利率的預期值+流動性風險溢酬
故影響殖利率曲線的因素有二，短期殖利率的預期與流動性風險溢酬。因此若殖利率曲現為正斜率，並不一定表示預期利率走高，可能是因為流動性風險溢酬很高，使得長期殖利率仍高於短期殖利率。